# Rhyacophila kiamichi
Rhyacophila kiamichi är en nattsländeart som beskrevs av Ross 1944. Rhyacophila kiamichi ingår i släktet Rhyacophila och familjen rovnattsländor. Inga underarter finns listade i Catalogue of Life.